# لوئیجی جورجی (بازیکن فوتبال)
لوئیجی جورجی (انگلیسی: Luigi Giorgi؛ زادهٔ ۱۹ آوریل ۱۹۸۷) بازیکن فوتبال اهل ایتالیا است.
از باشگاه‌هایی که در آن بازی کرده‌است می‌توان به باشگاه فوتبال اسپتزیا، باشگاه فوتبال آسکولی، باشگاه فوتبال روبور سیه‌نا، باشگاه فوتبال آتالانتا، باشگاه فوتبال چزنا، باشگاه فوتبال نووارا، و باشگاه فوتبال پالرمو اشاره کرد.